# Rudolf Trebitsch
Rudolf Trebitsch (* 28. Januar 1876 in Wien; † 9. Oktober 1918 in Graz) war ein österreichischer Ethnologe.

## Leben
Trebitsch wurde als Sohn des Kommerzialrates Leopold Trebitsch geboren. Er war ein Schüler des Anthropologen Rudolf Pöch und des Ethnologen Michael Haberlandt. 1911 promovierte er zum Dr. phil. über Primitive Schiffsfahrzeuge. Forschungsreisen führten ihn nach Frankreich, Schweiz, Italien, auf den Balkan, Westgrönland (1906), nach Irland und England (1907), in die Bretagne und nach Oberitalien (1908), nach Wales, Insel Man, Schottland (1909), 1911 erneut in die Bretagne und 1913 in das Baskenland.
Trebitsch hielt in Tonaufnahmen und wissenschaftliche Beschreibungen Dialekte, Volksgesänge und Tänze für das Phonogramm-Archiv der Akademie der Wissenschaften in Wien fest. Außerdem hielt er 1906 auf 69 Wachsplatten die Sprache und Gesänge der Eskimo in West-Grönland fest, und führte sie dort auch vor, wobei ihm „ein Edison-Graphophon treffliche Dienste leistete“.

„Sein Buch „Bei den Eskimo von Westgrönland“, sowie seine phonographischen Aufnahmen überlebender keltischer Dialekte, die Trebitsch im Auftrag des Phonogramm-Archivs der Wiener Akademie der Wissenschaft in Irland, Schottland, Wales und der Bretagne, auf der Insel Man, bei den Basken gesammelt hat, lenkten die Aufmerksamkeit der wissenschaftlichen Kreise auf den Gelehrten, der außer durch die betreffenden Akademieberichte auch durch instruktive Vorträge über diese Reisen und ihre Ergebnisse in der Urania, in den Sitzungen der Anthropologischen Gesellschaft und in unserer Gesellschaft, sowie an verschiedenen Bildungsstätten die große Öffentlichkeit zu belehren wusste. Eine ganze Zahl gediegener volkskundlicher und völkerpsychologischer Untersuchungen und Abhandlungen folgten im Gange seiner weiteren eindringenden Studien und seiner eifrigen Beschäftigung mit volkskundlichen Problemen.“

Trebitsch zeigte 1908 den Mitgliedern des 16. Internationalen Amerikanistenkongresses in Wien „Ethnographisches aus Westgrönland, mit Vorführung von Lichtbildern und Phonogrammen“.
Rudolf Trebitsch verfasste unter dem Pseudonym Hans Dietrolf Gedichte und Kinodrehbücher. Die Gedichte Eislauf, Liebchens Geburtstag und Lichter wurden von Richard Stöhr (Op. 56/1-3) vertont, das Gedicht Weine nicht von Ludwig Rochlitzer, Trebitsch widmete es Edgar Calle. Die Kinodrehbücher Gefangen – im eigenen Netz!, Was die Donau erzählt oder Donaurauschen., Die dumme Liebe sowie das Operettenlibretto Tschiripi und die Skizze zu dem symbolischen Balett Tanzsymphonie liegen als unveröffentlichte Typoskripte vor.

## Forschungsschwerpunkte
Zu den Forschungsschwerpunkten Trebitschs gehörten vor allem für die Sprachen europäischer Minoritäten, insbesondere die keltische Sprachen.

## Veröffentlichungen
- Phonographische Aufnahmen der bretonischen Sprache und zweier Musikinstrumente in der Bretagne, ausgeführt im Sommer 1908 (= Berichte der Phonogramm-Archivs-Kommission der kaiserl. Akademie der Wissenschaften in Wien. Nr. 17). Hölder, Wien 1909.
- Bei den Eskimos in Westgrönland. Ergebnisse einer Sommerreise im Jahre 1906. Nebst einem ethnologischen Anhang von Dr. M. Haberlandt. 62 Fotos. Reimer, Berlin 1910.
- Baskische Sprach- und Musikaufnahmen, ausgeführt im Sommer 1913 (= Mitteilung der Phonogramm-Archivs-Kommission der kaiserlichen Akademie der Wissenschaften in Wien. Nr. 34). Hölder, Wien 1914.
- Fellboote und Schwimmsäcke und ihre geographische Verbreitung in der Vergangenheit und Gegenwart. In: Archiv für Anthropologie. Neue Folge, Bd. XI, Heft 3, S. 161–184.
- Primitive Schiffsfahrzeuge. In: Die Umschau. 1. Nov. 1915, Nr. 45, S. 945 f.
- Rassenfragen. In: Urania. Zeitschrift für Volksbildung. X. Jhg., Nr. 17, Wien 28. April 1917, S. 209 ff.